# Сунь Юаньхуа
Сунь Юаньхуа, также известный как Игнатий Сунь (孫元化; 1581 или 1582 — 7 сентября 1632) — китайский государственный и военный деятель империи Мин. Обращенный в католичество, он был протеже Пола Сюя (урожденного Сюй Гуанци). Как и его наставник, он выступал за отражение маньчжурского вторжения путем модернизации китайского вооружения и писал трактаты по геометрии и военной науке под влиянием европейских знаний иезуитов. С 1630 по 1632 год он занимал должность губернатора Дэнглая, минского округа в районе Дэнчжоу и Лайчжоу на севере Шаньдуна. Он был свергнут в результате мятежа Кун Юдэ и Гэн Чжунмина, после чего был арестован и казнен минским правительством за то, что не смог с достаточной жестокостью подавить их восстание.

## Имена
Сунь Юаньхуа первоначально носил второе имя — Чуян. После своего обращения он принял имя при крещении Игнатий (португальский: Инасио) в честь святого Игнатия, основателя ордена иезуитов. Затем он принял новое второе имя — Хуодун.

## Биография

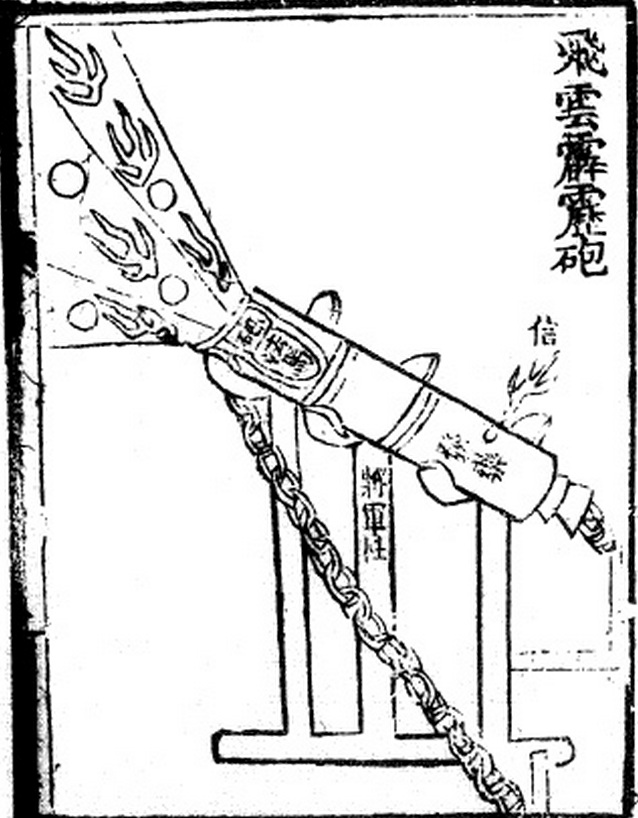
Китайская иллюстрация XIV века «летящего облака-извержения грома», местной пушки Мин, способной стрелять чугунными бомбами, наполненными порохом (прото-снарядами).

Сунь родился в Цзядине, в провинции Южный Чжили (ныне в пределах Шанхая) в 1581 или 1582 году. Он сдал провинциальный экзамен Южного Чжили и стал южэнем в 1612 году.
Сунь присоединился к Полу Сюю и его соратникам-обращенцам Лео Ли и Майклу Яну в написании мемориалов в поддержку христианства в ответ на резко осуждающие мемориалы, опубликованные Шэнь Цюэ (沈㴶) в 1616 и 1617 годах после того, как он стал заместителем министра Департамента обрядов в Нанкине. В конце концов минский император Ваньли встал на сторону Шэня Цюэ: несколько новообращенных китайцев были заключены в тюрьму; Афонсу Ваньони и Алвару де Семеду, лидеры иезуитов в Нанкине, были заключены в тюрьму, а затем изгнаны; а католические здания в Нанкине были снесены.
После захвата Гуаннина (ныне Бэйчжэнь в Ляонине) маньчжурам Сунь Юаньхуа опубликовал два мемориала, пропагандирующие использование пушек европейского типа для защиты столицы, а также северо-восточных границ и перевалов. Он утверждал, что «на данном этапе армия напугана противником. Если мы не будем находиться под прикрытием гарнизонов, наше состояние не будет стабильным [и,] если мы не будем использовать подзорные трубы и отличные пушки, чтобы нанести удар первыми с расстояния 10 ли и более, тогда враг не будет отбит». Большинство таких военных мемориалов были составлены мандаринами, незнакомыми с войной и состояли из общих банальностей и исторических анекдотов, часто относящихся ко времени династии Чжоу или ранее. Несмотря на общее чувство культурного превосходства и стремление к самодостаточности, что проявляется в том, что современная артиллерия стала широко известна как «красно-варварская пушка», и хотя Сунь провалил имперский экзамен Пекина в 1622 году, его мемориалы привлекли важное внимание военного министерства из-за сила его аргументов и важные и знакомые детали, которые он включил в отношении строительства и использования современных пушек и укреплений. 15 марта 1622 года главный цензор Хоу Чжэньян, работавший в Управлении по проверке персонала, составил мемориал, восхваляющий талант Сунь: «Сунь Юаньхуа… следует срочно нанять для отливки пушек и строительства гарнизонов… Пусть [он] исследует и измерит местность, определит маршрутов, по которым следует следовать, установить платформу [для пушек] на каждом перекрестке, а затем, используя стоимость одной платформы в качестве ориентира для других, входы в перевалы будут безопасными для камней! … Пусть Юаньхуа обучайте тактике генералов и командиров, [поскольку] только люди, которые на самом деле делают пушки, могут научить управлять пушкой». Хоу был уволен из-за мемориала против Шэнь Цюэ и «партии евнухов», но не раньше, чем его предложения относительно Сунь были претворены в жизнь. Военный министр и главный секретарь Сунь Чэнцзун предложил Сунь Юаньхуа место в аппарате министерства, но согласился с его требованиями взять на себя ответственность в зоне боевых действий, что сделало его «военным комиссаром, ответственным за вооружение на местах». Однако общая программа модернизации была отложена, когда демонстрация иностранной артиллерии в Пекине в 1623 году пошла наперекосяк и орудие взорвалось, в результате чего погибли португальский артиллерист и трое китайцев . Хотя официальный интерес был сдержанным, он продолжался: Юань Чунхуань начал поддерживать политику Сунь в 1626 году.
Около 1627 года в поместье Суня Цзядин состоялась важная встреча, на которой Андреа Палмейро, Сюй, Сунь, Ян и одиннадцать миссионеров-иезуитов планировали будущее христианской экспансии в Китае, включая статус китайских обрядов и то, какое китайское имя следует использовать для обозначения Христианский Бог.
После мемориалов Сюй и Ли в 1629 году португальскому капитану Гонсалу Тейшейре Корреа было разрешено перевезти десять артиллерийских орудий и четыре «отличных бомбардировщика» через Китай, чтобы начать обучение войск Мин обращению с пушками европейского типа. Дальнейшие подкрепления были отправлены обратно в Наньчан в провинции Цзянси, из-за потока официальных жалоб, когда внезапная болезнь устранила угрозу маньчжурского нападения на Пекин. Торговцы в Гуанчжоу были обеспокоены тем, как бы их особые монополии на португальскую торговлю не были ограничены, но в мемориалах Лу Чжаолуна Сунь Юаньхуа особо осуждался из-за его чрезмерно нежного обращения с иностранцами.
В 1630 году Сунь получил звание помощника комиссара по надзору Шаньдуна за «глубокое проникновение в стан противника». Лян Тиндун, военный министр, предложил ему пост губернатора Дэнглая (t登萊, s登莱, Дэнглай) на севере Шаньдуна, но Сунь колебался.
Вместо того, чтобы развеять опасения Суня, ему в конечном итоге было приказано занять пост в Дэнчжоу (ныне Пэнлай) с отрядом из 8000 солдат из провинции Ляонин и португальскими инструкторами. Там Сунь работал с Гонсалу и его переводчиком, пожилым иезуитом Жуаном Родригешем, над обучением войск Мин для отражения продолжающегося маньчжурского вторжения. Он также начал производство собственных пушек в португальском стиле. В докладе в столицу Сунь жаловался на беженцев из Ляонина, бежавших в его район сотнями тысяч, что они «видели мало войн» и поэтому были «слабыми, лживыми и совершенно ненадежными».
В начале 1631 года корейский дипломат Чон Дывон посетил Дэнчжоу во время путешествия в Пекин по морю, поскольку война заблокировала обычный сухопутный путь из Сеула. Сунь познакомил его с Родригесом, чьи интервью и подарки по этому случаю были приписаны появлению западной религии, науки, географии, огнестрельного оружия и юриспруденции в Корее.
19 января 1632 года подчинённые губернатора Сунь Кун Юдэ и Гэн Чжунмин подняли мятеж. Оба ранее служили вместе под началом Мао Вэньлуна, минского генерала, казненного за использование своего поста по надзору за Жёлтым морем для поддержки и проведения контрабанды по всему северному Китаю. Вместо того, чтобы немедленно атаковать Куна и Гэна, Сунь попытался договориться о мирном разрешении их разногласий. Это оказалось тщетным, и 11 февраля их войска осадили Дэнчжоу. Когда чуть больше недели спустя город пал, капитан Корреаи ещё одиннадцать португальцев погибли в бою, пятнадцать отделались лишь серьёзными ранениями, а Родригеш выжил, прыгнув с высокой городской стены в море. Кун и Гэн пощадили Суня за проявленную ранее снисходительность, но по той же причине он был затем осужден и арестован правительством Мин. Сюй, несмотря на то, что в настоящее время занимал одни из самых высоких постов в Китае за свою работу по реформированию календаря, не смог добиться помилования посредством мемориалов, оправдывающих Сунь за действия Куна и Гэна. Военный трибунал приговорил его к смертной казни, и вскоре после этого, 7 сентября 1632 года, он был казнен.

## Работы
Сунь помогал своему наставнику Полу Сюю в редактировании его учебника по тригонометрии «Принципы прямоугольных треугольников» (t 句股義, s 勾股义, Gōugǔ Yì). Как и Сюй, Сунь также написал свои собственные трактаты по военной науке и геометрии, включив в них европейские знания, представленные их преподавателями-иезуитами.
Математические работы включали «Разное по западному обучению» (Сисюэ Цзачжу), «Как заниматься геометрией» (t 幾何用法, s 几何用法, Цзе Юнгфу) и «Западные вычисления» (太西算要, Тайси Суаньяо).
Одной из военных работ была его Цзинву Цюаньбянь. Его «Шедевры в западном стиле» 1632 года (t 西法神機, s 西法神机, Xīfώ Shénji) стали известными, пропагандируя использование модернизированных укреплений, а также огнестрельного оружия. Особое впечатление на Сан произвели угловатые бастионы (t 銳角, s 锐角, ruìjiώo) звездных фортов Европы эпохи Возрождения, написав, что «благодаря наклонному бастиону враг удерживается за стенами, и, когда он подвергается нашей атаке, наши орудия не могут достичь такого места, и у врага нет возможности приблизиться». Его усилия по их строительству в 1620-х годах, по-видимому, были нейтрализованы фракционными распрями внутри правительства Мин и сменой ответственных чиновников, однако, и они не получили широкого применения в Китае.

## Наследие
Кун и Гэн, рассмотрев свои варианты, связали свою судьбу с Хунтайцзи и приобрели известность в рамках созданной ею Цинской империи. Маньчжуры приветствовали свою захваченную артиллерию: несмотря на то, что они продолжали называть их хунъипао, они изменили один из иероглифов имени, сделав их «пушками в красном мундире».
Семьи Сюй и Сунь оставались близкими. Племянница Сунь Юаньхуа госпожа Ван позже вышла замуж за внука Сюй Эрдоу. Подробная биография заместителя главного цензора Сунь была составлена Гуй Чжуаном (1613—1673). Гуй знал внука Сунь Юаньхуа, Сунь Чжими, и написал предисловие к своей книге «Цзянсин Заши» 1671 года.
Сунь — трагический главный герой романа Лин Ли «Цинчэн Цинго» 1996 года.